# Encore VI OKAMURA TAKAKO CONCERT TOUR 2005 Sanctuary
『Encore VI OKAMURA TAKAKO CONCERT TOUR 2005 Sanctuary』（アンコール・シックス おかむらたかこ コンサートツアー2005 サンクチュアリー）は、岡村孝子の通算6作目のライブDVD。2005年11月23日発売。発売元はBMG JAPAN。規格品番はBVBR-11058。

## 解説
通算14枚目のオリジナル・アルバム『Sanctuary』（2005年3月23日発売：BVCR-11067）に連動したコンサート・ツアー全6公演のうち、千秋楽の渋谷公会堂公演を収録している。2003年暮れに行われたツアー「OKAMURA TAKAKO CONCERT TOUR '03 "TEAR DROPS"」の映像は商品化されなかったため、2002年の歌手デビュー20周年記念ツアー「Okamura Takako 20th Anniversary Concert Tour, '02 DO MY BEST」以来のライブ映像となった。
初回限定生産盤のみ三方背ボックス入りで、撮り下ろし写真で構成された歌詞ブックレットが封入された。
『Sanctuary』の楽曲を中心に披露された。なお、完全収録ではない。本ライブはNHK-BS2でテレビ放送されたが、テレビ番組とDVDは別編集である。テレビ放送はリクエストの要望が多数寄せられたということで、のちに再放送された。そのテレビ放送を見たという平井堅は、自身のJ-WAVEのラジオ番組内で「歌っている最中、片方の手が空いているのにマイクを持っている方の手を客席に振るのが気になって見入ってしまった」と感想を語っている（「Believe」を参照）。
同日、ソロ・デビュー20周年記念TV主題歌&CMソング集『TOY BOX』（BVCR-18058/9）が同時に発売された。

## 収録曲
1. Brand-new Days
2. 山あり 谷あり
3. Kiss
4. 雨のクラクション
5. プラネタリウム
6. 肩車
7. looking for dream
間奏で、岡村がソロを弾くギタリストの前をうっかり横切ろうとしたハプニングが、そのまま収録された。
8. 青い月
9. 祈り
10. 無敵のキャリア・ガール
11. 夢をあきらめないで
12. はぐれそうな天使
ツアー最終日でだけ披露された曲。リハーサルではサビの高音域（D♭4）がうまく発声できず、取り上げるのは一か八かだったというが、本番では破綻せずに歌いきった。
13. 虹を追いかけて
14. 春色のメロディー《ボーナス・トラック》
ライブ映像を加工し、音声をCD音源に差し替えたミュージック・ビデオとして特別収録されたもの。

- 全作詞・作曲：岡村孝子（M-12を除く）
- 作詞：来生えつこ、作曲：来生たかお（M-12）

## 関連作品
- 私の中の微風 M-12
- Andantino a tempo M-11
- liberté M-11
- Eau Du Ciel（天の水） M-13
- Kiss 〜à côté de la mer〜 M-3
- 満天の星 M-10
- SWEET HEARTS M-2
- BRAND-NEW M-1
- TEAR DROPS M-6
- Sanctuary M-4・5・7〜9・14

## 公演日程
|   | 公演日        | 会場                 |
| 1 | 2005年4月29日 | ハーモニーホール座間 |
| 2 | 2005年5月6日  | 大阪厚生年金会館     |
| 3 | 2005年5月14日 | 富士宮市民文化会館   |
| 4 | 2005年5月15日 | 愛知厚生年金会館     |
| 5 | 2005年5月21日 | 熊谷会館             |
| 6 | 2005年5月28日 | 渋谷公会堂           |